# La Fin de l'amour
La Fin de l'amour est une pièce de théâtre de Christine Angot créée en 2000.

## Distribution à la création
- Texte : Christine Angot
- Mise en scène et scénographie : Hubert Colas
- Interprétation:
  - Juliette Bineau
  - Vincent Dupont
  - Dominique Frot
  - Françoise Klein
  - Boris Lémant
  - Peggy Péneau
  - Thierry Raynaud
- Lieu de la représentation : Théâtre des Bernardines, Marseille

## Autres mises en scène
- 2001 : mise en scène de Marie-Louise Bischofberger, La Ménagerie de verre, Paris.